# Nokia 6630
Nokia 6630は、ノキアが2004年に発売したW-CDMA/GSM方式のスマートフォンである。
日本では、日本語化及びキャリア向けのカスタマイズが行われ、ボーダフォン日本法人（現ソフトバンクモバイル）よりVodafone 702NKが2004年12月に、NTTドコモよりFOMANM850iGとして2006年2月に発売された。また、ノキア・ジャパンからNokia 6630スタンダードバージョンとして2006年6月に発売された。Vodafone 702NKおよびFOMA NM850iGは、詳しくは各項目を参照。

## スペック
| 項目                   | 仕様                                     |
| ---------------------- | ---------------------------------------- |
| 内蔵ブラウザ           | WAP 2.0/XHTML/HTML                       |
| メッセージングサービス | SMS、MMS、Eメールクライアント(POP、IMAP) |
| Video calls            | 限定対応                                 |
| Javaプラットフォーム   | Java ME MIDP 2.0, CLDC 1.1               |

## 特徴
この端末は近年の日本では珍しいストレートタイプの端末であり、前方後円墳を思わせる独特の形状をしている。Xpress-on™カラーカバーにより外装の着せ替えが容易に可能。
海外ではスマートフォンに分類される端末であり、通常の携帯電話と比べてPIM機能が充実している。
端末に付属しているNokia PC Suiteソフトウェアを使用すれば、OutlookやLotus Notes等とPIM情報その他を同期させることが出来る。Mac OS X 10.4ユーザーならば、iSyncを使用して同期させることも出来る。
標準搭載のウェブブラウザはいわゆるフルブラウザであり、表現力に制約はあるものの、多くのPC向けウェブサイトの閲覧が可能。ただし、body要素による文字色の指定が効かないというバグがあり、背景が黒いページでは真っ黒になって読めないことが多いという問題がある。
自分撮り用のカメラを持たないため、テレビ電話には不向きである。自分撮りでのテレビ電話を行うには、別売の「TVコールスタンド」に装着する（ただし、据え置きとなる。また、ノキアストアやノキアオンラインショップでの販売を行っていないため、ボーダフォン（現・ソフトバンクモバイル）の702NKのオプションという形で入手する形となる。）。
プラットフォームにS60を採用しているため、パソコンを使用することによってユーザー自身で機能を追加することができる。
有償で提供されているOperaやNetFrontの他、各種のシェアウェアやフリーウェア、テーマ（スキン）、スクリーンセーバーなどが利用可能。
ただし、Vodafone 702NKでは、ユーザーによるネイティブアプリケーションのインストールに一部制約がある。およびFOMA NM850iGはネイティブアプリケーションのインストールができないため何もできない。
外部端子として底面にノキア独自のPop-Portを備える。他社製端末との端子の互換性はない（これは702NKやNM850iGでも変わらず、他のVodafone 3G端末やFOMA端末の端子との互換性はない）。またこれとは別にACアダプタ（充電器）の端子がある。
後継機種として、Nokia 6680 (Vodafone 702NK II) がある。

## スタンダードバージョン
スタンダードバージョンにはSIMロックがかかっていないため、多くのキャリアで使用可能である。 日本国内でもFOMAおよびSoftBank 3Gのネットワークで使用可能（イー・モバイルは、使用周波数帯が異なるため、使用不可）。
FOMAまたはSoftBank 3Gの契約で使用する場合、音声通話・SMS・データ通信以外のキャリア固有機能（ウェブ・メール/MMS・アプリなど）は、利用できないか、利用できても制限がつくことがあるので注意が必要（ネット接続には、ドコモはmopera Uの契約が必須、ボーダフォンはVFJP Access Internet経由でのパケット接続のみだったが、SoftBankブランド変更後は、加えて、S!ベーシックパックの契約が必須になった）。
アプリケーションのインストールに関する制限はない。
なお、スタンダードバージョンとしての後継機種は、Nokia E61が発売されている。因みに、スタンダードバージョンとしての前機種はNokia 7600であった。
本端末がベースとなっているNM850iGとVodafone 702NKについては、スプリアス問題を理由に2015年11月30日を以って使用停止とされる予定となっているが、スタンダードバージョンについては明らかにされていない。

## 評判
端末のユーザーインターフェイスが海外で一般的なものであり一般の日本製端末と異なり、日本独自の機能にはほぼ未対応である。しかし、端末の自由度が高いため、端末内部・外部の改変をすることが可能である。また、操作性に関しては、端末販売キャリアであるVodafoneが発売当時は全世界共通操作性を展開していたため、この機種だけの問題ではない。
また、Vodafone 702NKについては、同時期にボーダフォンから発売された他の3G端末と異なり、重大な不具合は見つかっていない。
フィンランドのセキュリティ企業F-Secureは、日本人旅行者が香港に持参したVodafone 702NKに、携帯電話ウイルス「Cabir」がBluetooth経由で感染した事例が発見されたと発表し、IT・通信系ニュース媒体でも報道された。
しかし、CabirはOSの脆弱性を突いて感染するものではないため、通常のインストール手順をとらねば感染しないが、前述の通り、電子署名のないネイティブアプリケーションをVodafone 702NKに通常の方法でインストールすることは（たとえ利用者にその意図があっても）不可能である。
2007年8月に、この端末が使用する型式の電池パックの欠陥（BL-5C。ドコモでは「電池パック NM01」、ボーダフォンでは「NMBF01」に相当）が発表され、回収・交換が行われている。

## カラーバリエーション

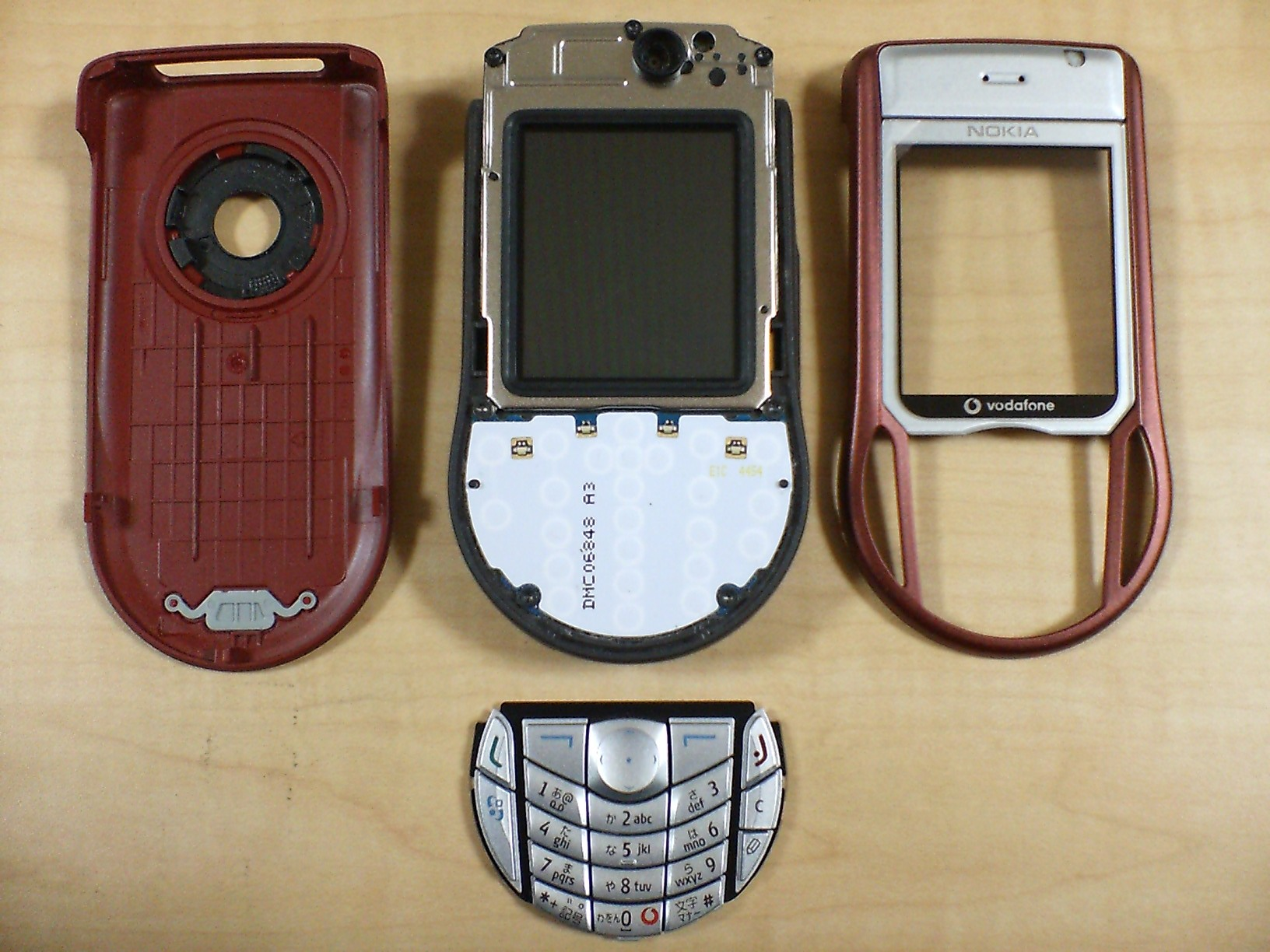
Xpress-onカバーとキーパッドを外した様子（Vodafone 702NK）

日本では以下のカラーバリエーションが提供されている。
- スタンダードバージョン
  - チタニウムグレイ
  - ライムグリーン（同梱カバー）
  - ブラック（限定品カバー）

さらに、ノキア・ジャパンから以下の純正Xpress-on™カラーカバーが発売されたが、2006年8月現在、ノキアストア、オンラインショップとも発売停止中。
- ブルー
- ベージュ

また、海外でNokia 6630向けに販売されている、非純正を含む多数のカバーやキーパッドも使用可能。